# La Garita Caldera
La Garita Caldera je kaldera vyhaslého supervulkánu. Nachází se v americkém státě Colorado nedaleko města Creede. Je součástí sopečného pole San Juan. Měří 75 km na délku a 35 km na šířku.
K erupci supervulkánu došlo v období oligocénu, podle odhadů před 26 až 28 miliony let. Je řazena k největším vulkanickým událostem kenozoika a měla index vulkanické aktivity 8 až 9. Její síla byla ekvivalentní 240 000 megatunám trinitrotoluenu a bylo při ní vyvrženo 5000 km³ materiálu (při výbuchu Mount St. Helens to bylo 1,2 km³).
Ignimbrity z výbuchu se nacházejí v oblasti Fish Canyon Tuff, jejich tloušťka dosahuje sto metrů a převládá mezi nimi dacit.